# Gregory Lovell
Pour les articles homonymes, voir Lovell.
Gregory Lovell, né le 16 avril 1985, est un coureur cycliste bélizien. Son frère cadet Giovanni est également coureur cycliste.

## Biographie
En mars 2016, il est suspendu deux ans pour dopage à la dexaméthasone, une hormone glucocorticoïde de synthèse.

## Palmarès
- 2006
  - 5e étape du Tour du Belize
- 2007
  - 1re, 3e (contre-la-montre par équipes), 4e, 5e et 9e étapes du Tour du Belize
  - Alpheus Williams Classic
  - 3e du championnat du Belize sur route
- 2008
  -  Champion du Belize sur route
  - Sagitun Banana Classic
  - Alpheus Williams Classic
- 2009
  - Alpheus Williams Classic
  - 2e du championnat du Belize sur route
- 2011
  - 3e du championnat du Belize du contre-la-montre
- 2015
  - 2e étape de la Valentine's Day Cycling Classic

## Classements mondiaux
| Année            | 2007 | 2008 | 2009 | 2010 | 2011 | 2012 | 2013 | 2014 |
| ---------------- | ---- | ---- | ---- | ---- | ---- | ---- | ---- | ---- |
| UCI America Tour | 165e |      |      | 192e | 187e |      |      | 201e |